# Сюинсэн

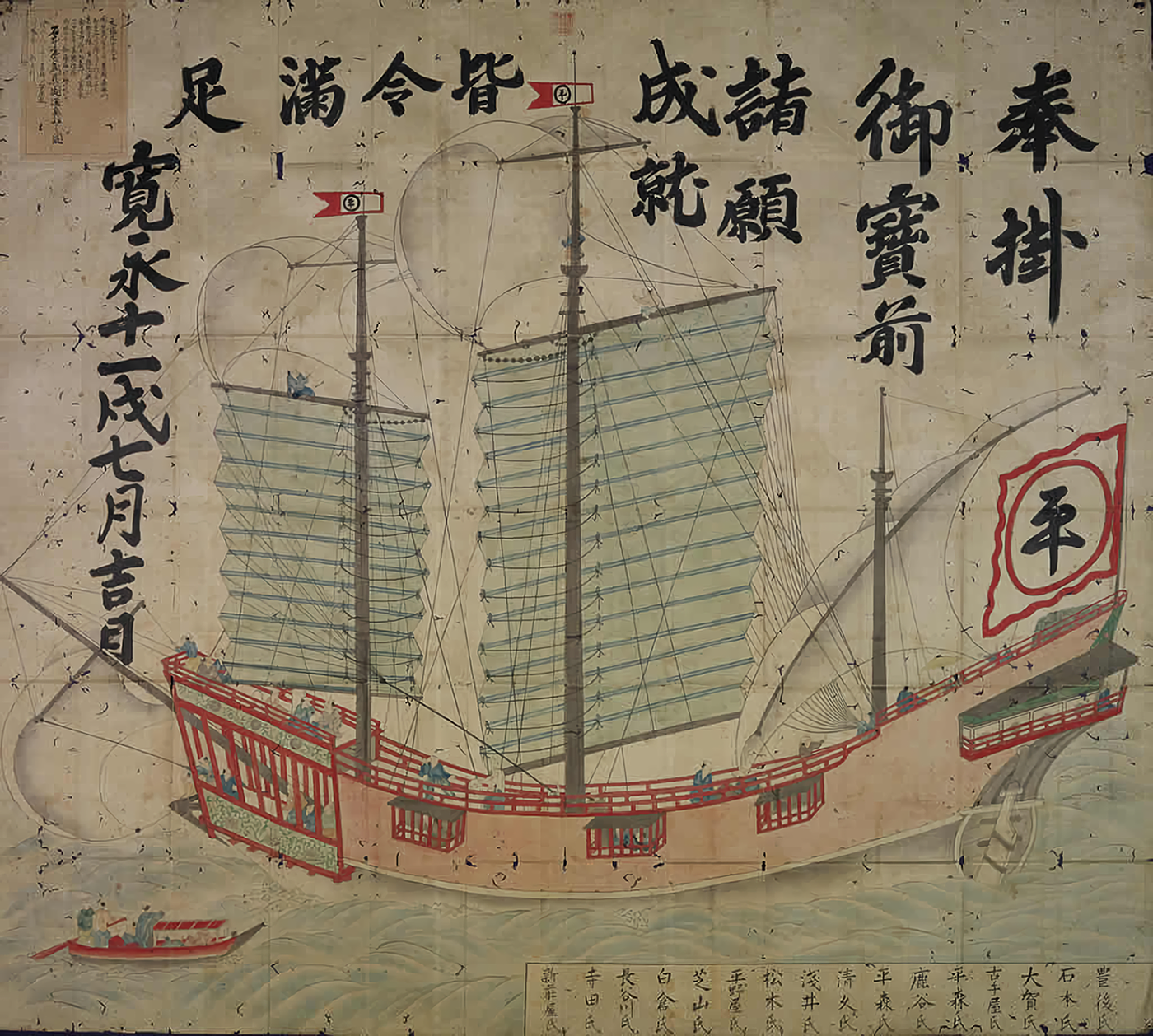
Сюинсэн 1634 года. Имел на вооружении 6-8 пушек, управлялся при помощи европейских парусов и руля.

Сюинсэн (яп. 朱印船, しゅいんせん, しゅいんぶね, «корабль красной печати») — разновидность кораблей в Японии в 1604—1635 годах, участвовавших в международной торговле в Юго-Восточной Азии. Название кораблей исходит от правительственных писем с красной печатью, которые выполняли роль внутренней и внешней лицензии на торговлю. 
Как судна «сюинсенов» использовались крупные китайские или европейские корабли. Их капитаны назначались сёгунатом Токугава из числа японских купцов и иностранцев. Торговыми партнерами выступали испанские Филиппины, Королевство Рюкю, Сиам, Вьетнам, Камбоджа, португальское Макао, острова Индонезии, Индия.
Система «сюинсэнов» была ликвидирована с установлением режима изоляции Японии.